# Ruan Lingyu
Ruan Lingyu (阮玲玉S) (Shanghai, 26 aprile 1910 – Shanghai, 8 marzo 1935) è stata un'attrice cinese del cinema muto.
Considerata una delle più importanti star del cinema cinese negli anni '30, viene talvolta soprannominata la "Greta Garbo cinese".

## Biografia

### Origini
Ruan nacque in una famiglia di operai a Shanghai. Suo padre morì quando era giovane, e la madre la portò a lavorare con sé come domestica.

### Carriera
Nel 1926, per esigenze materiali, Ruan firma un contratto con la Mingxing Film Company. Interpreta il suo primo film all'età di 16 anni, A Married Couple in Name Only (掛名的夫妻/挂名的夫妻) diretto da Bu Wancang. Due anni più tardi, firma un contratto con Da Zhonghua Baihe Company (大中華百合公司/大中华百合公司), per la quale recita in sei film. La sua prima grande occasione arrivò in Spring Dream of an Old Capital (故都春夢) (1930), enorme successo in Cina. Prima opera importante di Ruan dopo la firma con la nuova casa produttrice Lianhua Studio nel 1930. Nel film interpreta il ruolo di una prostituta di nome Yanyan. 

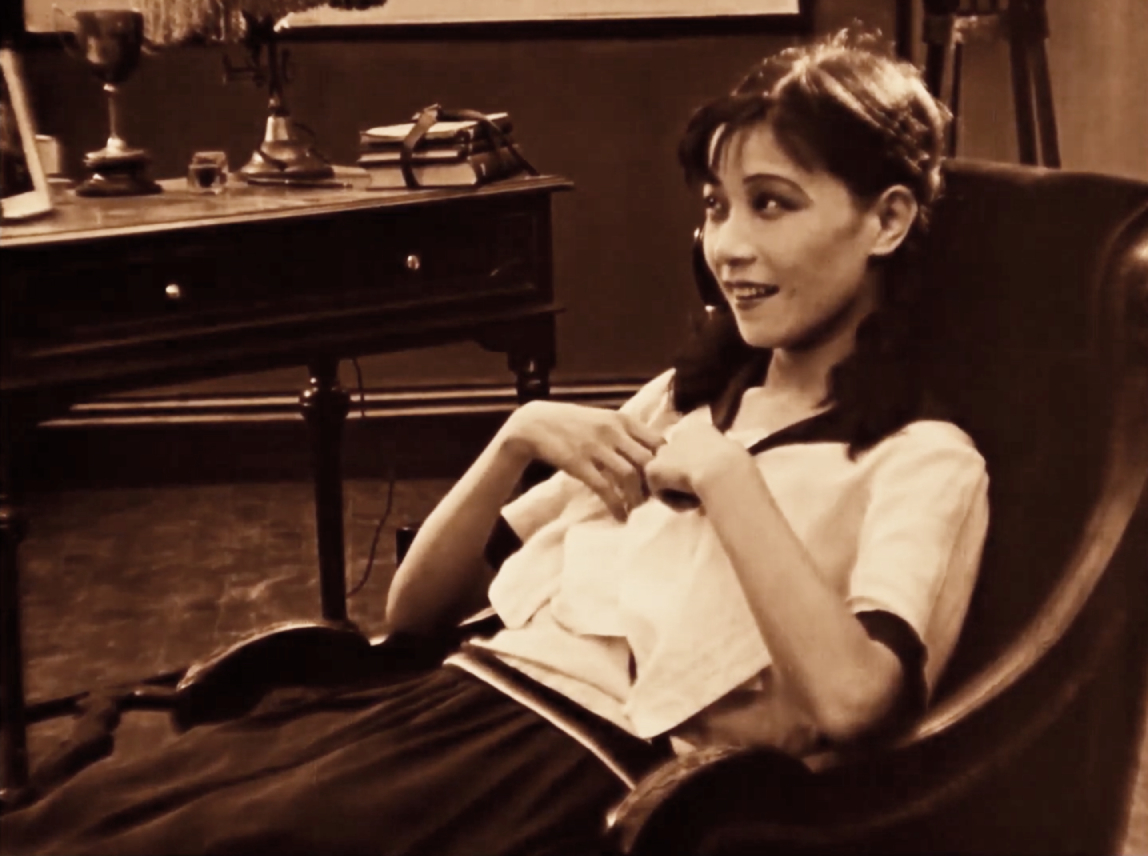
L'attrice a 20 anni, nel set di Love and Duty

Da allora in poi, Ruan diventa una star nei film della Lianhua. Le sue opere più memorabili arrivano dopo il 1931, a partire dal melodramma Love and Duty (diretto da Bu Wancang). Ruan diventò molto popolare grazie al fatto di essere stata interprete di una serie di ruoli principali nelle sue pellicole. Cominciando con Three Modern Women (1932), Ruan inizia a collaborare con un gruppo di registi cinesi del movimento progressista.
In Little Toys (1933), un film di Sun Yu, Ruan interpreta il ruolo di una sofferente produttrice di giocattoli. Il film successivo, The Goddess (1934), è spesso riconosciuto come l'apice del cinema muto cinese di quel tempo; Ruan interpreta una prostituta intenta ad allevare il suo bambino. Nello stesso anno recita in New Women (diretto da Cai Chusheng), in cui interpreta il ruolo di una donna che si toglie la vita perché emarginata dalla società. Il film si basa sulla vita dell'attrice Ai Xia, suicida nel 1934. Il suo ultimo film,  National Customs, fu distribuito poco prima della sua morte improvvisa.

### Vita privata
All'età di 16 anni, Ruan conobbe Zhang Damin (张达民 / 張達民), figlio della famiglia dove la madre lavorava, con il quale si sposò. Zhang fu allontanato dalla famiglia per le sue spese incontrollate e diventò un giocatore d'azzardo cronico, sostenuto dallo stipendio di Ruan. Non più in grado di tollerare le abitudini di Zhang, Ruan si separò da lui nel 1933. Iniziò quindi a convivere con Tang Jishan, un magnate del tè. Nel 1935, Zhang intentò una causa per chiedere dei risarcimenti a Ruan. I tabloid dell'epoca colsero questa opportunità per investigare la vita privata dell'attrice, sottoponendola così a una forte pressione.

### Morte
Sotto la luce dei riflettori per questioni pubbliche e problemi privati, Ruan si tolse la vita con una dose eccessiva di barbiturici a Shanghai, l'8 marzo 1935, all'età di 24 anni. Il suo ultimo messaggio prima del suicidio sembra che contenesse una frase in cui era scritto:  "il gossip è una cosa spaventosa" (人言可畏); di recente i ricercatori hanno messo in dubbio l'autenticità della nota. Le circostanze della morte di Ruan destarono una grande eco in Cina, anche negli ambienti più colti, Lu Xun scrisse un saggio intitolato "Gossip is a Fearful Thing", denuncia ai tabloid del tempo.
Ricerche recenti ritengono che il suo complicato rapporto con Tang Jishan possa aver contribuito al suicidio di Ruan. Si riferisce che il suo corteo funebre era lungo circa 5 chilometri e tre donne si suicidarono durante l'evento. Il New York Times lo definì "il più spettacolare funerale del secolo".

## Filmografia
- A Married Couple in Name Only (掛名的夫妻) (1927)
- Yang Xiao Zhen (楊小真) (1927)
- The Tablet of Blood and Tears (血淚碑) (1927)
- The Luoyang Bridge (蔡狀元建造洛陽橋) (1928)
- The White Cloud Pagoda (白雲塔) (1928)
- Zhen Zhu Guan (珍珠冠) (1929)
- Qing yu bao jian (情欲寶鑑) (1929)
- Jie hou gu hong (劫後孤鴻) (1929)
- A Hit to the Nine-Dragon Mountain (大破九龍山) (1929)
- Burning of the Nine-Dragon Mountain (火燒九龍山) (1929)
- Flower Screen (銀幕之花) (1929)
- Reminiscence of Peking (故都春梦) (1930)
- Suicide Contract (自殺合同) (1930)
- Wild Flowers (野草閒花) (1930)
- Love and Duty (戀愛與義務) (1931)
- A Spray of Plum Blossoms (一剪梅) (1931)
- Peach Blossom Weeps Tears of Blood (桃花泣血記) (1931)
- Yu Tang Chun (玉堂春) (1931)
- Another Dream of the Capital (續故都春夢) (1932)
- Three Modern Women (三个摩登女性) (1933)
- Night in the City (城市之夜) (1933)
- Little Toys (小玩意) (1933)
- Life (人生) (1934)
- Coming Home (歸來) (1934)
- Goodbye, Shanghai (再會吧，上海) (1934)
- A Sea of Fragrant Snow (香雪海) (1934)
- The Goddess (神女) (1934)
- New Women (新女性) (1934)
- National Customs (國風) (1935)

## Influenza culturale
- Nel 1992, il regista di Hong Kong, Stanley Kwan, ha fatto un film sulla sua vita, Centre Stage, interpretato da Maggie Chung nei panni di Ruan. Cheung ha vinto il premio Festival di Berlino come miglior attrice.[8]
- Nel 2005, Jacklyn Wu Chien-lien interpreta Ruan in 30 episodi nella serie TV dedicata alla sua vita.[9]
- Nel 2005 una biografia, Ruan Ling-Yu: The Goddess of Shanghai di Richard J. Meyer, viene pubblicato dall'Università di Hong Kong.